# Marinetransporter 2. Klasse
Der Marinetransporter 2. Klasse (japanisch 二等輸送艦 2-tō Yusōkan, deutsch ‚2. Klasse Transporter‘) war eine Klasse von 69 Landungsschiffen der Kaiserlich Japanischen Streitkräfte, die im Zweiten Weltkrieg zum Einsatz kamen. Die japanische Marine bezeichnete die Schiffe auch als Transporter Nr.101-Klasse (第百一号型輸送艦 Dai 101 Gō-gata Yusōkan) bzw. Transporter Nr.103-Klasse (第百三号型輸送艦 Dai 103 Gō-gata Yusōkan) und das japanische Heer als SB-tei (SB艇).

## Geschichte

### Entwicklungsgeschichte
Ende des Jahres 1942 ging die Initiative im Pazifikkrieg von Japan auf die Alliierten über. Im Rahmen der Schlacht um Guadalcanal versuchte die japanische Marine, die auf der Insel eingesetzten Truppen zu versorgen (Tokyo Express). Dies gelang nur in Maßen, da weniger als ein Drittel der Versorgungsgüter ankamen. Von August 1942 bis März 1943 verlor die Kaiserlich Japanische Marine in diesem Seegebiet 41 Kriegsschiffe, darunter 21 Zerstörer, welche oft im Rahmen des Tokyo Express als schnelle Transporter eingesetzt wurden. Ebenfalls 1942 wurden in Kampfhandlungen mit den Achsenmächten in Europa bzw. Afrika durch die Alliierten vermehrt Landungen durchgeführt. Bei einer dieser Landungen, der Operation Jubilee im August 1942 im französischen Ort Dieppe, konnte ein schwer beschädigtes britisches Panzerlandungsboot durch die deutschen Truppen erbeutet werden. Dessen Konstruktionsmerkmale wurden durch die Wehrmacht ausgewertet und da die japanische Marine sehr daran interessiert war, wurden ihr Dokumente und Zeichnungen zur Verfügung gestellt, welche im März 1943 in Japan eintrafen. Zu dieser Zeit waren von japanischer Seite bereits verschiedene Typen von Landungsfahrzeugen, auf Grundlage der bei Guadalcanal gemachten Erfahrungen, untersucht worden und man begann nun mit Studien zur Vergrößerung des britischen Panzerlandungsbootes.
Im Juni 1943 wurde vom Admiralstab dem Marineministerium ein Dokument vorgelegt, mit den Anforderungen für ein Panzertransportboot:
- Verdrängung 950 ts,
- Geschwindigkeit ca. 16 Knoten,
- Reichweite 3000 Seemeilen bei 16 Knoten,
- Ladungskapazität 13 mittlere Panzer, ca. 200 voll ausgerüstete Soldaten und sonstiger Fracht,
- Bewaffnung ein 7,62-cm-Geschütz und sechs 2,5-cm-Maschinenkanonen.

Außerdem sollte der Entwurf des Bootes eine kurze Bauzeit berücksichtigen, und sein Einsatzgebiet auf die Inseln der Südsee beschränkt sein.
Ein entsprechender Entwurf wurde unter der Leitung von Kaigun-shōsa (Korvettenkapitän) Yoshida Takahashi entwickelt und aufgrund der Forderung nach schneller Fertigung und in Anbetracht der Materialsituation wurden die notwendigen Maßnahmen ergriffen. Dazu zählten die Verwendung einer bereits in Produktion befindlichen Antriebsanlage, die Nutzung gerader Linien am Rumpf (soweit es Geschwindigkeit und Fahrbereich zuließen), Reduzierung von Fittings/sonstigen Ausrüstungsteilen und Verwendung der Sektionsbauweise mit größtmöglicher Anwendung des elektrischen Schweißens. Am 30. September 1943 wurde der Entwurf durch den Marineminister Admiral Shimada Shigetarō abgesegnet und für Detailplanungen an die Marinewerft in Kure übergeben. Dort wurde noch einige beträchtliche Änderungen durch die Planungsabteilung der Werft durchgeführt, welche hauptsächlich das Staukonzept und die mitgeführte Bewaffnung betraf.

### Bau
Im Rahmen des Kriegsbauprogramm (Maru Sen Keikaku) von 1944 wurden 103 Einheiten geordert. Die ursprüngliche Planung, diese auf den beiden Marinewerften in Kure und Sasebo fertigen zu lassen, musste aufgegeben werden, da beide Einrichtungen mit dem Bau anderer Kriegsschiffe und mit Reparaturen voll ausgelastet waren. So wurden drei zivile Werften, welche bisher nicht in den Kriegsschiffbau eingebunden waren und daher auch über keine einschlägigen Erfahrung verfügten, mit der Produktion beauftragt. Jede der drei Werften sollte 24 Schiffe pro Jahr abliefern. Die Werft Mukaijima Zōsen in Mukaijima und Ōsaka Zōsen in Ōsaka wurden dabei von der Marinewerft in Kure und die Werft Uranosaki Zōsen in Yamashiro von der Marinewerft in Sasebo überwacht.

### Nr. 101-Unterklasse
Die als Nr. 101-Klasse, oder auch SB(D) bezeichneten Boote entstanden als Unterklasse aufgrund der nicht rechtzeitigen Lieferung der vorgesehenen Turbinen. Um eine Fertigstellung der Boote nicht zu sehr zu verzögern, wurde entschieden, drei 400 PS leistende Dieselmotoren, je auf eine Welle wirkend, zu verbauen. Dieser Dieselmotor war bereits in anderen im Bau befindlichen Bootstypen in Verwendung, stand daher zur Verfügung, und die ersichtliche Reduzierung der Höchstgeschwindigkeit war akzeptabel.
Unter der Prämisse der Serienfertigung und operativen Verwendung wurden nur sechs Boote auf den drei zivilen Bauwerften gefertigt und nach Verfügbarkeit der Turbinen sofort zum Bau der SB(T) übergegangen.

## Liste der Schiffe
| Bau-Nr.                | Name                                                        | Bauwerft                   | Kiellegung             | Stapellauf                   | Indienststellung                                                                                      | Verbleib |
| Nr. 101-Klasse (SB(D)) | Nr. 101-Klasse (SB(D))                                      | Nr. 101-Klasse (SB(D))     | Nr. 101-Klasse (SB(D)) | Nr. 101-Klasse (SB(D))       | Nr. 101-Klasse (SB(D))                                                                                | Nr. 101-Klasse (SB(D)) |
| ---------------------- | ----------------------------------------------------------- | -------------------------- | ---------------------- | ---------------------------- | --- | --- |
| 1501                   | Dai-101-Gō Yusōkan (第百一号特設輸送艦) Transporter Nr. 101 | Ōsaka Zōsen, Ōsaka         | 1. Dezember 1943       | 25. Januar 1944              | 8. März 1944                                                                                          | versenkt am 28. Oktober 1944 durch Luftangriff, in der Bucht von Ormoc                                                                                                |
| 1502                   | Dai-102-Gō Yusōkan Transporter Nr. 102                      | Ōsaka Zōsen, Ōsaka         | 15. Dezember 1943      | 8. Februar 1944              | 15. März 1944                                                                                         | versenkt am 26. Oktober 1944 durch Luftangriff, westlich von Negros                                                                                                   |
| 1527                   | Dai-127-Gō Yusōkan Transporter Nr. 127                      | Uranosaki Zōsen, Yamashiro | 21. Oktober 1943       | 13. Januar 1944              | 28. Februar 1944                                                                                      | versenkt am 25. September 1944 durch Luftangriff, bei Ticao |
| 1528                   | Dai-128-Gō Yusōkan Transporter Nr. 128                      | Uranosaki Zōsen, Yamashiro | 10. November 1943      | 10. Februar 1944             | 18. März 1944                                                                                         | versenkt am 4. Juni 1944 durch Luftangriff, bei Morotai |
| 1549                   | Dai-149-Gō Yusōkan Transporter Nr. 149                      | Mukaijima Zōsen, Mukaijima | 1. November 1943       | 25. Dezember 1943            | 20. Februar 1944                                                                                      | ab 10. Februar 1945 Umbau in ein Verkehrsboot (Kuroshio Nr. 2 (第二黒潮), Dai-2 Kuroshio), versenkt am 1. Juni 1945 durch amerik. U-Boot vor Sumatra                  |
| 1550                   | Dai-150-Gō Yusōkan Transporter Nr. 150                      | Mukaijima Zōsen, Mukaijima | 28. Dezember 1943      | 27. Januar 1944              | 10. März 1944                                                                                         | versenkt am 27. Juni 1944 durch Luftangriff, bei Palau |
| Nr. 103-Klasse (SB(T)) |                                                             |                            |                        |                              | | |
| 1503                   | Dai-103-Gō Yusōkan Transporter Nr. 103                      | Ōsaka Zōsen, Ōsaka         | 28. Januar 1944        | 9. März 1944                 | 1. Mai 1944                                                                                           | versenkt am 4. Juli 1944 durch Luftangriff, vor Iwo Jima |
| 1504                   | Dai-104-Gō Yusōkan Transporter Nr. 104                      | Ōsaka Zōsen, Ōsaka         | 12. Februar 1944       | 25. März 1944                | 25. Mai 1944                                                                                          | versenkt am 15. Dezember 1944 durch Luftangriff, westlich von Luzon                                                                                                   |
| 1505                   | Dai-105-Gō Yusōkan Transporter Nr. 105                      | Ōsaka Zōsen, Ōsaka         | 12. März 1944          | 12. April 1944               | 15. Juni 1944                                                                                         | versenkt am 11. Oktober 1944 durch amerik. U-Boot USS Trepang, südlich von Omaezaki                                                                                   |
| 1506                   | Dai-106-Gō Yusōkan Transporter Nr. 106                      | Ōsaka Zōsen, Ōsaka         | 28. März 1944          | 25. April 1944               | 30. Juni 1944                                                                                         | vor Fertigstellung an das Heer und als SB Nr. 120 in Dienst gestellt, versenkt am 15. Dezember 1944 durch Luftangriff, im Golf von Lingayen                           |
| 1507                   | Dai-107-Gō Yusōkan Transporter Nr. 107                      | Ōsaka Zōsen, Ōsaka         | 15. April 1944         | 21. Mai 1944                 | 20. Juli 1944                                                                                         | vor Fertigstellung an das Heer und als SB Nr. 123 in Dienst gestellt, versenkt am 5. Januar 1945 durch amerik. Zerstörer, westlich von Haha-jima                      |
| 1508                   | Dai-108-Gō Yusōkan Transporter Nr. 108                      | Ōsaka Zōsen, Ōsaka         | 28. April 1944         | 25. Mai 1944                 | 31. Juli 1944                                                                                         | vor Fertigstellung an das Heer und als SB Nr. 125 in Dienst gestellt, Außerdienststellung am 3. Mai 1947, Kriegsbeute Vereinigtes Königreich am 17. Oktober 1947      |
| 1509                   | Dai-109-Gō Yusōkan Transporter Nr. 109                      | Ōsaka Zōsen, Ōsaka         |                        |                              | 15. August 1944                                                                                       | Übergeben an das Heer |
| 1510                   | Dai-110-Gō Yusōkan Transporter Nr. 110                      | Ōsaka Zōsen, Ōsaka         | 28. Mai 1944           | 23. Juni 1944                | 5. September 1944                                                                                     | vor Fertigstellung an das Heer und durch dieses in Dienst gestellt, Außerdienststellung am 15. September 1945, Kriegsbeute Vereinigtes Königreich am 17. Oktober 1947 |
| 1511                   | Dai-111-Gō Yusōkan Transporter Nr. 111                      | Ōsaka Zōsen, Ōsaka         | 13. Juni 1944          | 10. Juli 1944                | 15. September 1944                                                                                    | vor Fertigstellung an das Heer und durch dieses in Dienst gestellt, versenkt am 24. November 1944 durch Luftangriff, bei Masbate                                      |
| 1512                   | Dai-112-Gō Yusōkan Transporter Nr. 112                      | Ōsaka Zōsen, Ōsaka         | 26. Juni 1944          | 22. Juli 1944                | 5. Oktober 1944                                                                                       | vor Fertigstellung an das Heer und durch dieses in Dienst gestellt, versenkt am 7. Januar 1945 durch Luftangriff, westlich von Luzon                                  |
| 1513                   | Dai-113-Gō Yusōkan Transporter Nr. 113                      | Ōsaka Zōsen, Ōsaka         | 13. Juli 1944          | 8. August 1944               | 15. Oktober 1944                                                                                      | vor Fertigstellung an das Heer und durch dieses in Dienst gestellt, versenkt am 25. November 1944 durch Luftangriff, westlich von Luzon                               |
| 1514                   | Dai-114-Gō Yusōkan Transporter Nr. 114                      | Ōsaka Zōsen, Ōsaka         | 25. Juli 1944          | 20. August 1944              | 30. Oktober 1944                                                                                      | vor Fertigstellung an das Heer und durch dieses in Dienst gestellt, versenkt am 17. Februar 1945 durch Luftangriff, vor Formosa                                       |
| 1515                   | Dai-115-Gō Yusōkan Transporter Nr. 115                      | Ōsaka Zōsen, Ōsaka         | 12. August 1944        | 7. September 1944            | 13. November 1944                                                                                     | vor Fertigstellung an das Heer und durch dieses in Dienst gestellt, versenkt am 2. Februar 1945 durch Luftangriff, nördlich von Luzon                                 |
| 1516                   | Dai-116-Gō Yusōkan Transporter Nr. 116                      | Ōsaka Zōsen, Ōsaka         |                        |                              | 24. November 1944                                                                                     | Übergeben an das Heer und umbenannt in SB Nr. 103 |
| 1517                   | Dai-117-Gō Yusōkan Transporter Nr. 117                      | Ōsaka Zōsen, Ōsaka         |                        |                              | 22. Dezember 1944                                                                                     | Übergeben an das Heer |
| 1518                   | Dai-118-Gō Yusōkan Transporter Nr. 118                      | Ōsaka Zōsen, Ōsaka         |                        |                              | 30. Dezember 1944                                                                                     | Übergeben an das Heer |
| 1519                   | Dai-119-Gō Yusōkan Transporter Nr. 119                      | Ōsaka Zōsen, Ōsaka         |                        |                              | 16. Januar 1945                                                                                       | Übergeben an das Heer |
| 1520                   | Dai-120-Gō Yusōkan Transporter Nr. 120                      | Ōsaka Zōsen, Ōsaka         |                        |                              | 5. Februar 1945                                                                                       | Übergeben an das Heer |
| 1521                   | Dai-121-Gō Yusōkan Transporter Nr. 121                      | Ōsaka Zōsen, Ōsaka         |                        |                              | 20. Februar 1945                                                                                      | Übergeben an das Heer |
| 1522                   | Dai-122-Gō Yusōkan Transporter Nr. 122                      | Ōsaka Zōsen, Ōsaka         |                        |                              | 22. März 1945                                                                                         | Übergeben an das Heer |
| 1523                   | Dai-123-Gō Yusōkan Transporter Nr. 123                      | Ōsaka Zōsen, Ōsaka         |                        |                              | 22. März 1945                                                                                         | Übergeben an das Heer |
| 1524                   | Dai-124-Gō Yusōkan Transporter Nr. 124                      | Ōsaka Zōsen, Ōsaka         |                        |                              | 8. Mai 1945                                                                                           | Übergeben an das Heer |
| 1525                   | Dai-125-Gō Yusōkan Transporter Nr. 125                      | Ōsaka Zōsen, Ōsaka         |                        |                              | | Übergeben an das Heer und umbenannt in SB Nr. 127, keine Fertigstellung vor Kriegsende                                                                                |
| 1526                   | Dai-126-Gō Yusōkan Transporter Nr. 126                      | Ōsaka Zōsen, Ōsaka         |                        |                              | | Übergeben an das Heer und umbenannt in SB Nr. 128, keine Fertigstellung vor Kriegsende                                                                                |
| 1529                   | Dai-129-Gō Yusōkan Transporter Nr. 129                      | Uranosaki Zōsen, Yamashiro | 10. Dezember 1943      | 25. Februar 1944             | 12. Mai 1944                                                                                          | versenkt am 14. August 1944 durch amerik. U-Boot USS Cod, in der Bandasee                                                                                             |
| 1530                   | Dai-130-Gō Yusōkan Transporter Nr. 130                      | Uranosaki Zōsen, Yamashiro | 20. Januar 1944        | 5. April 1944                | 3. Juni 1944                                                                                          | versenkt am 4. Juli 1944 durch Luftangriff, vor Iwo Jima |
| 1531                   | Dai-131-Gō Yusōkan Transporter Nr. 131                      | Uranosaki Zōsen, Yamashiro | 5. Februar 1944        | 23. April 1944               | 24. Juni 1944                                                                                         | ab 10. Februar 1945 Umbau in ein Verkehrsboot (Kuroshio Nr. 1 (第二黒潮), Dai-1 Kuroshio), versenkt am 27. Juli 1945 durch amerik. U-Boot in der Straße von Malakka   |
| 1532                   | Dai-132-Gō Yusōkan Transporter Nr. 132                      | Uranosaki Zōsen, Yamashiro | 25. Februar 1944       | 5. Mai 1944                  | 28. Juni 1944                                                                                         | versenkt am 27. Dezember 1944 durch amerik. Zerstörer, vor Iwo Jima                                                                                                   |
| 1533                   | Dai-133-Gō Yusōkan Transporter Nr. 133                      | Marinewerft Sasebo         | 10. April 1944         | 7. Juni 1944                 | 4. Juli 1944                                                                                          | versenkt am 4. August 1944 durch Luftangriff, vor Iwo Jima |
| 1534                   | Dai-134-Gō Yusōkan Transporter Nr. 134                      | Uranosaki Zōsen, Yamashiro | 10. April 1944         | 15. Juni 1944                | 15. Juli 1945                                                                                         | gesunken am 4. Oktober 1944 im Sturm, vor Iwo Jima |
| 1535                   | Dai-135-Gō Yusōkan Transporter Nr. 135                      | Uranosaki Zōsen, Yamashiro | 28. April 1944         | 26. Juni 1944                | 25. Juli 1944                                                                                         | versenkt am 18. Oktober 1944 durch Luftangriff, westlich von Luzon |
| 1536                   | Dai-136-Gō Yusōkan Transporter Nr. 136                      | Uranosaki Zōsen, Yamashiro | 10. Mai 1944           | 15. Juli 1944                | 20. August 1944                                                                                       | versenkt am 18. Oktober 1944 durch Luftangriff, westlich von Luzon |
| 1537                   | Dai-137-Gō Yusōkan Transporter Nr. 137                      | Uranosaki Zōsen, Yamashiro | 1. Juni 1944           | 20. Juli 1944                | 28. August 1944                                                                                       | Außerdienststellung am 5. Oktober 1945, Kriegsbeute Sowjetunion am 3. Oktober 1947                                                                                    |
| 1538                   | Dai-138-Gō Yusōkan Transporter Nr. 138                      | Uranosaki Zōsen, Yamashiro | 18. Juni 1944          | 3. August 1944               | 4. September 1944                                                                                     | versenkt am 26. Oktober 1944 durch amerik. U-Boot USS Kingfish, vor Iwo Jima                                                                                          |
| 1539                   | Dai-139-Gō Yusōkan Transporter Nr. 139                      | Uranosaki Zōsen, Yamashiro | 5. Juli 1944           | 18. August 1944              | 25. September 1944                                                                                    | versenkt am 12. November 1944 durch Luftangriff, westlich von Luzon                                                                                                   |
| 1540                   | Dai-140-Gō Yusōkan Transporter Nr. 140                      | Marinewerft Sasebo         | 26. Juli 1944          | 16. September 1944           | 14. Oktober 1944                                                                                      | versenkt am 13. Januar 1945 durch Luftangriff, in Saigon |
| 1541                   | Dai-141-Gō Yusōkan Transporter Nr. 141                      | Marinewerft Sasebo         | 29. Juli 1944          | 16. September 1944           | 19. Oktober 1944                                                                                      | versenkt am 24. November 1944 durch Luftangriff, vor Masbate |
| 1542                   | Dai-142-Gō Yusōkan Transporter Nr. 142                      | Uranosaki Zōsen, Yamashiro | 1. August 1944         | 20. September 1944           | 2. November 1944                                                                                      | versenkt am 25. November 1944 durch Luftangriff, westlich von Luzon                                                                                                   |
| 1543                   | Dai-143-Gō Yusōkan Transporter Nr. 143                      | Uranosaki Zōsen, Yamashiro | 14. August 1944        | 3. Oktober 1944              | 25. November 1944                                                                                     | versenkt am 26. März 1945 durch Luftangriff, vor den Penghu-Inseln |
| 1544                   | Dai-144-Gō Yusōkan Transporter Nr. 144                      | Uranosaki Zōsen, Yamashiro | 20. August 1944        | 20. Oktober 1944             | 1. Dezember 1944                                                                                      | Außerdienststellung am 5. Oktober 1945, später abgebrochen |
| 1545                   | Dai-145-Gō Yusōkan Transporter Nr. 145                      | Uranosaki Zōsen, Yamashiro | 5. September 1944      | 15. November 1944            | 16. Dezember 1944                                                                                     | versenkt am 2. April 1945 durch amerik. Luftangriff, vor Amami-Ōshima                                                                                                 |
| 1546                   | Dai-146-Gō Yusōkan Transporter Nr. 146                      | Uranosaki Zōsen, Yamashiro | 24. September 1944     | 30. November 1944            | 30. Dezember 1944                                                                                     | versenkt am 28. April 1945 durch amerik. U-Boot USS Trepang südlich der Gotō-Inseln                                                                                   |
| 1547                   | Dai-147-Gō Yusōkan Transporter Nr. 147                      | Uranosaki Zōsen, Yamashiro | 6. Oktober 1944        | 15. Dezember 1944            | 25. Januar 1945                                                                                       | Außerdienststellung am 15. September 1945, Kriegsbeute Vereinigte Staaten am 13. November 1947, ab 31. März 1948 abgebrochen                                          |
| 1548                   | Dai-148-Gō Yusōkan Transporter Nr. 148                      | Uranosaki Zōsen, Yamashiro |                        |                              | 31. Januar 1945                                                                                       | Übergeben an das Heer und umbenannt in SB Nr. 113 |
| 1551                   | Dai-151-Gō Yusōkan Transporter Nr. 151                      | Mukaijima Zōsen, Mukaijima | 29. Januar 1944        | 27. Februar 1944             | 23. April 1944                                                                                        | versenkt durch amerik U-Boot USS Besugo, nördlich von Palawan |
| 1552                   | Dai-152-Gō Yusōkan Transporter Nr. 152                      | Mukaijima Zōsen, Mukaijima | 29. Februar 1944       | 24. März 1944                | 25. Mai 1944                                                                                          | versenkt am 4. August 1944 durch Luftangriff, vor Iwo Jima |
| 1553                   | Dai-153-Gō Yusōkan Transporter Nr. 153                      | Mukaijima Zōsen, Mukaijima | 15. Februar 1944       | 8. April 1944                | 15. Juni 1944                                                                                         | Außerdienststellung am 30. November 1945, ab 1948 abgebrochen |
| 1554                   | Dai-154-Gō Yusōkan Transporter Nr. 154                      | Mukaijima Zōsen, Mukaijima | 26. März 1944          | 23. April 1944               | 5. Juli 1944                                                                                          | vor Fertigstellung an das Heer und durch dieses in Dienst gestellt, versenkt am 5. Januar 1945 durch amerik. Zerstörer, vor Iwo Jima                                  |
| 1555                   | Dai-155-Gō Yusōkan Transporter Nr. 155                      | Mukaijima Zōsen, Mukaijima |                        |                              | 19. Juli 1944                                                                                         | Übergeben an das Heer |
| 1556                   | Dai-156-Gō Yusōkan Transporter Nr. 156                      | Mukaijima Zōsen, Mukaijima |                        |                              | 5. August 1944                                                                                        | Übergeben an das Heer |
| 1557                   | Dai-157-Gō Yusōkan Transporter Nr. 157                      | Mukaijima Zōsen, Mukaijima | 12. Mai 1944           | 6. September 1944            | 19. August 1944                                                                                       | versenkt am 24. Dezember 1944 durch amerik. Zerstörer, vor Iwo Jima                                                                                                   |
| 1558                   | Dai-158-Gō Yusōkan Transporter Nr. 158                      | Mukaijima Zōsen, Mukaijima | 24. Mai 1944           | 23. Juni 1944                | 4. September 1944                                                                                     | versenkt am 10. Oktober 1944 durch Luftangriff, vor Naha |
| 1559                   | Dai-159-Gō Yusōkan Transporter Nr. 159                      | Mukaijima Zōsen, Mukaijima | 10. Juni 1944          | 8. Juli 1944                 | 16. September 1944                                                                                    | gesunken nach Beschuss am 12. Dezember 1944 durch Panzer und Artillerie des amerik. Heeres, in der Bucht von Ormoc                                                    |
| 1560                   | Dai-160-Gō Yusōkan Transporter Nr. 160                      | Mukaijima Zōsen, Mukaijima | 1. Juli 1944           | 8. August 1944               | 30. September 1944                                                                                    | versenkt am 24. November 1944 durch Luftangriff, vor Masbate |
| 1561                   | Dai-161-Gō Yusōkan Transporter Nr. 161                      | Mukaijima Zōsen, Mukaijima | 9. Juli 1944           | 22. August 1944              | 14. Oktober 1944                                                                                      | versenkt am 25. November 1944 durch Luftangriff, westlich von Luzon                                                                                                   |
| 1562                   | Dai-162-Gō Yusōkan Transporter Nr. 162                      | Mukaijima Zōsen, Mukaijima |                        |                              | 23. Oktober 1944                                                                                      | Übergeben an das Heer und umbenannt in SB Nr. 101, ab April 1948 abgebrochen                                                                                          |
| 1563                   | Dai-163-Gō Yusōkan Transporter Nr. 163                      | Mukaijima Zōsen, Mukaijima |                        |                              | 31. Oktober 1944                                                                                      | Übergeben an das Heer und umbenannt in SB Nr. 102 |
| 1564                   | Dai-164-Gō Yusōkan Transporter Nr. 164                      | Ōsaka Zōsen, Ōsaka         | 11. April 1945         | Baustopp, später abgebrochen | Baustopp, später abgebrochen                                                                          | Baustopp, später abgebrochen |
| 1565                   | Dai-165-Gō Yusōkan Transporter Nr. 165                      | Ōsaka Zōsen, Ōsaka         | 28. April 1945         | Baustopp, später abgebrochen | Baustopp, später abgebrochen                                                                          | Baustopp, später abgebrochen |
| 1566 bis 1571          | Bauaufträge storniert.                                      | Bauaufträge storniert.     | Bauaufträge storniert. | Bauaufträge storniert.       | Bauaufträge storniert.                                                                                | Bauaufträge storniert. |
| 1572                   | Dai-172-Gō Yusōkan Transporter Nr. 172                      | Uranosaki Zōsen, Yamashiro | 24. November 1944      | 27. Januar 1945              | 10. März 1945                                                                                         | Außerdienststellung am 15. September 1945, Kriegsbeute Republik China am 3. Oktober 1947 Umbenannt in Lui Shan (AP-308), Außerdienststellung 1955                     |
| 1573                   | Dai-173-Gō Yusōkan Transporter Nr. 173                      | Uranosaki Zōsen, Yamashiro | 8. Dezember 1944       | 15. Februar 1945             | 1. April 1945                                                                                         | versenkt am 25. Mai 1945 durch Luftangriff, bei den Ryūkyū-Inseln |
| 1574                   | Dai-174-Gō Yusōkan Transporter Nr. 174                      | Uranosaki Zōsen, Yamashiro | 3. Januar 1945         | 15. März 1945                | 14. Juni 1945                                                                                         | Außerdienststellung am 20. November 1945, ab 1948 abgebrochen |
| 1575                   | Dai-175-Gō Yusōkan Transporter Nr. 175                      | Uranosaki Zōsen, Yamashiro | 2. Februar 1945        | 11. April 1945               | Baustopp am 11. April 1945, gesunken am 15. September 1945 in Typhoon, ab 1. Oktober 1948 abgebrochen | Baustopp am 11. April 1945, gesunken am 15. September 1945 in Typhoon, ab 1. Oktober 1948 abgebrochen                                                                 |
| 1576                   | Dai-176-Gō Yusōkan Transporter Nr. 176                      | Uranosaki Zōsen, Yamashiro | 22. Februar 1945       | 25. Juni 1945                | Baustopp am 25. Mai 1945, später abgebrochen                                                          | Baustopp am 25. Mai 1945, später abgebrochen |
| 1577 bis 1583          | Bauaufträge storniert.                                      | Bauaufträge storniert.     | Bauaufträge storniert. | Bauaufträge storniert.       | Bauaufträge storniert.                                                                                | Bauaufträge storniert. |
| 1584                   | Dai-184-Gō Yusōkan Transporter Nr. 184                      | Mukaijima Zōsen, Mukaijima |                        |                              | 30. November 1944                                                                                     | Übergeben an das Heer |
| 1585                   | Dai-185-Gō Yusōkan Transporter Nr. 185                      | Mukaijima Zōsen, Mukaijima |                        |                              | 10. Dezember 1944                                                                                     | Übergeben an das Heer |
| 1586                   | Dai-186-Gō Yusōkan Transporter Nr. 186                      | Mukaijima Zōsen, Mukaijima |                        |                              | 24. Dezember 1944                                                                                     | Übergeben an das Heer |
| 1587                   | Dai-187-Gō Yusōkan Transporter Nr. 187                      | Mukaijima Zōsen, Mukaijima |                        |                              | 13. Januar 1945                                                                                       | Übergeben an das Heer und umbenannt in SB Nr. 114, ab Mai 1948 abgebrochen                                                                                            |
| 1588                   | Dai-188-Gō Yusōkan Transporter Nr. 188                      | Mukaijima Zōsen, Mukaijima |                        |                              | 29. Januar 1945                                                                                       | Übergeben an das Heer |
| 1589 bis 1603          | Bauaufträge storniert.                                      | Bauaufträge storniert.     | Bauaufträge storniert. | Bauaufträge storniert.       | Bauaufträge storniert.                                                                                | Bauaufträge storniert. |

## Technische Beschreibung

### Gewichte

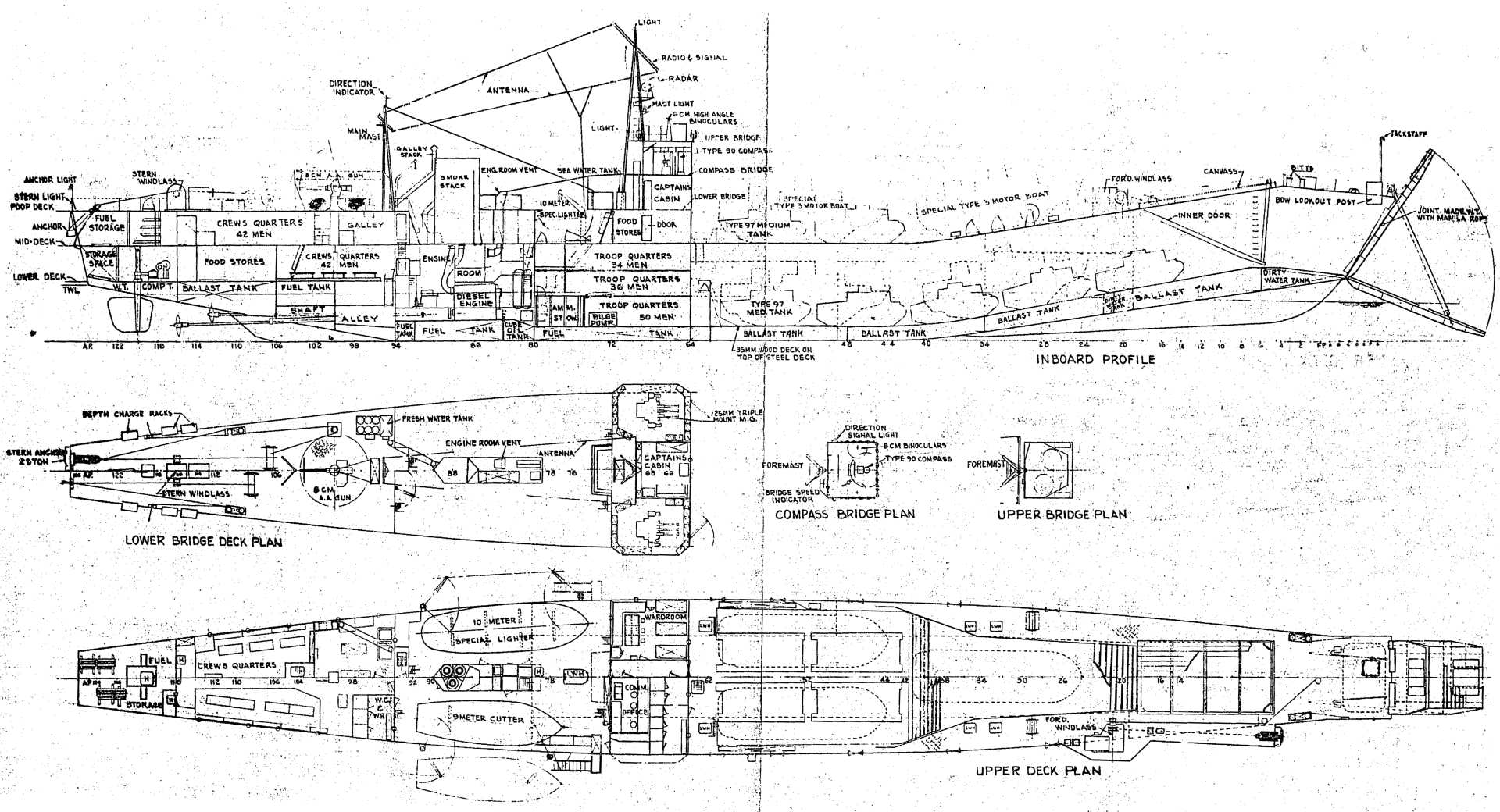
Seitenriss der Nr. 101-Klasse.

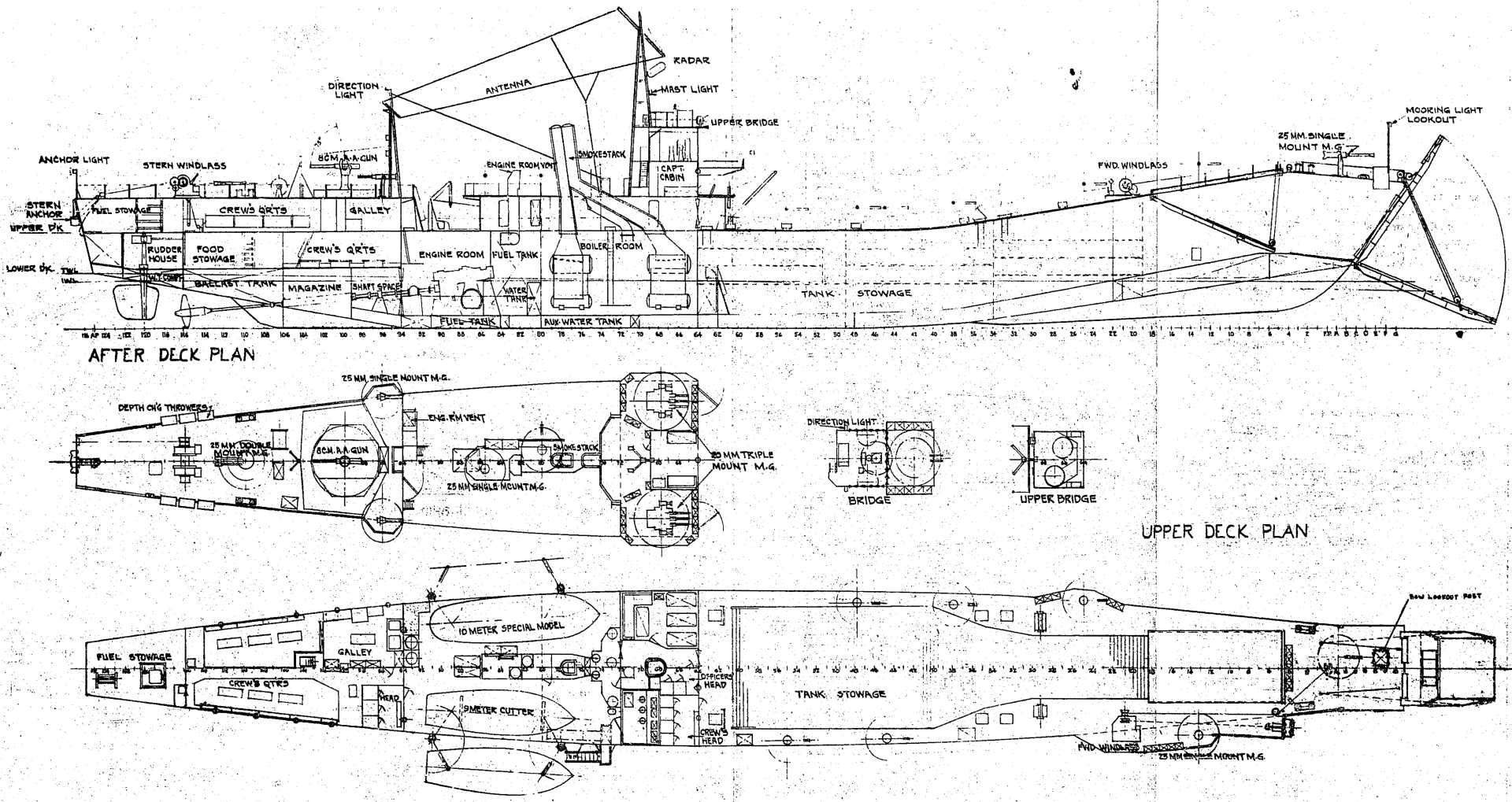
Seitenriss der Nr. 103-Klasse.

| Bezeichnung              | SB(D)     | SB(T)     |
| ------------------------ | --------- | --------- |
| Rumpf                    | 345       | 350       |
| Fittings                 | 38,5      | 38,8      |
| Ständige Ausrüstung      | 21,9      | 21,9      |
| Verbrauchsartikel        | 25,5      | 26,0      |
| Artilleriebewaffnung     | 21,1      | 23,1      |
| Elektr. Anlagen          | 9,0 + 1,6 | 5,2 + 1,6 |
| Nautische Instrumente    | 1 + 0,3   | 1 + 0,3   |
| Maschinenanlage          | 64        | 123       |
| Treibstoff               | 45,3      | 127,0     |
| Benzin                   | 0,7       | 0,3       |
| Schmieröl                | 4         | 1         |
| Reserve-Speisewasser     | −         | 9         |
| Konstruktionsverdrängung | 950       | 950       |
| Besatzung & Soldaten     | 25,6      | 19,1      |
| Lebensmittel             | 55,6      | 21,0      |
| Frischwasser             | 24,2      | 14,9      |
| Panzer                   | 155,0     | 133,1     |
| Treibstoff f. Panzer     | 6,0       | 8,3       |
| Munition                 | 11,3      | 7,7       |
| Sonstiges                | 15        | 15        |
| Zusatz                   | 292,7     | 200,1     |

### Rumpf

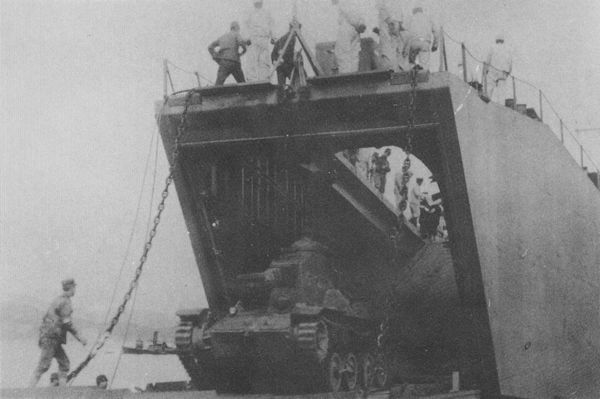
Anlandung eines Typ 95 Ha-Gō bei Erprobung im Februar 1944.

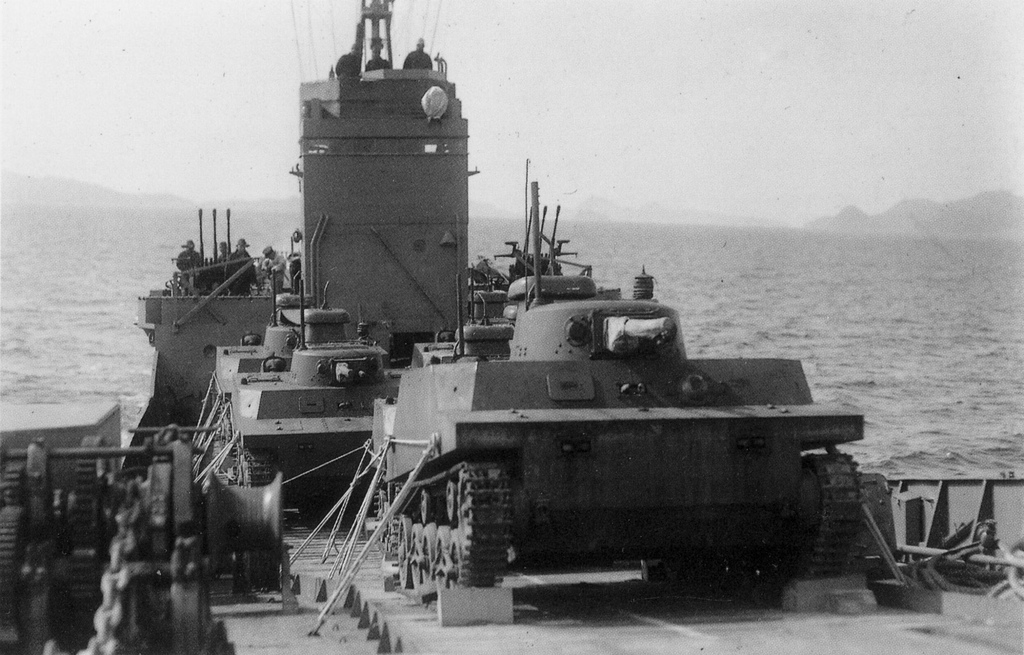
Fünf Typ 2 Ka-Mi Schwimmpanzer, ohne Zusatzausrüstung, an Oberdeck vertäut.

Der Rumpf eines Marinetransporters 2. Klasse war über alles 80,5 Meter lang, 8,87 Meter breit und hatte bei einer Einsatzverdrängung von 1.036 Tonnen einen Tiefgang von 2,99 Metern.

#### Frachtraum und -kapazität
Für den Transport standen zwei Bereiche zur Verfügung. Einmal ein Panzerhangar und das darübergelegene Ober- bzw. Panzerdeck. An Fracht konnten bis zu 200 Tonnen Material mitgeführt werden, was 120 voll ausgerüstete Soldaten oder gepanzerte Fahrzeuge sein konnten (dreizehn Typ 95 Ha-Gō, sieben Typ 2 Ka-Mi oder fünf Typ 3 Ka-Chi).

### Antrieb
Der Antrieb erfolgte durch zwei ölbefeuerte Dampferzeuger – Kampon-Kesseln des Yarrow-Typs – und einen Getriebeturbinensatz, womit eine Leistung von 2.500 PS (1.839 kW) erreicht wurde. Diese Leistung wurde an eine Welle mit einer Schraube abgegeben. Die Höchstgeschwindigkeit betrug 16 Knoten (30 km/h) und die maximale Fahrstrecke 2.500 Seemeilen (4.630 km) bei 14 Knoten.

### Besatzung
Die Besatzung hatte eine Stärke von 90 Mann.

### Bewaffnung

#### Flugabwehr
Die flugabwehrfähige Bewaffnung bestand bei Indienststellung aus einem 7,62-cm-Geschütz Typ 3 auf dem Achterdeck und sechs 2,5-cm-Maschinenkanonen Typ 96 in zwei Drillingslafetten, jeweils auf jeder Seite der Brücke. Das 7,62-cm-Geschütz erreichte eine Kadenz von 13 bis 20 Schuss pro Minute und die maximale Reichweite betrug etwa 7,2 Kilometer bei 75° Rohrerhöhung. Die 3,35 Tonnen schwere Mittelpivotlafette war um 360° drehbar und hatte einen Höhenrichtbereich von −7° bis +75°.
Die 2,5-cm-Maschinenkanonen verschossen im Einsatz rund 110 bis 120 Schuss pro Minute, die effektive Reichweite lag bei etwa 3 Kilometern bei 85° Rohrerhöhung. Die 1,8 Tonnen schwere Doppelfafette war um 360° drehbar und hatte einen Höhenrichtbereich von −10° bis +85°.
Bedingt durch die starken alliierten Luftstreitkräfte während des Pazifikkrieges kam es zu einer Verstärkung der 2,5-cm-Geschütze. Bei Einigen Schiffen bestand diese aus zwei Drillings-, zwei Doppel- und elf Einzellafetten mit zusammen 21 Geschützen.

#### U-Jagdausrüstung
Zur U-Jagd waren sechs Wasserbombeneinzellager am Heck vorhanden, je drei beiderseits der Ankerwinde, für welche zwölf Wasserbomben mitgeführt werden konnten.